# Xã Amsterdam, Quận Hancock, Iowa
Xã Amsterdam (tiếng Anh: Amsterdam Township) là một xã thuộc quận Hancock, tiểu bang Iowa, Hoa Kỳ. Năm 2010, dân số của xã này là 799 người.